# Ivan Regen
Ivan Regen, známý též jako Janez Regen či Johann Regen (9. prosinec 1868, Lajše – 27. červenec 1947, Vídeň) byl slovinský fyziolog a entomolog, který proslul především svými výzkumy v oblasti bioakustiky, jež prováděl v letech 1902-1930.

## Život
Byl nemanželských dítětem, neboť jeho rodiče se kvůli stavovským rozdílům nemohli vzít (otec byl tkadlec). Z toho důvodu pro něj nebyla studia snadno dostupná a vstoupil nejprve do bohosloveckého semináře. Po třech letech studia teologie však byl přijat ke studiu přírodopisu na Vídeňské univerzitě, kde byl studentem Karla Grobbena, Sigmunda Exnera či Carla Friedricha Wilhelma Clause. Absolvoval roku 1897. Jeho dizertační práce nesla titul Einige Beobachtungen über die Stridulationsorgane der saltator Orthoptera (Několik poznámek ke stridulačním orgánům druhu Orthoptera saltador), což jasně předznamenalo jeho další zájem. Chtěl se věnovat vědecké dráze, ale to nebylo z ekonomických důvodů snadné. Přijal proto místo pedagoga na gymnáziu ve Vídni, po nějakém čase na gymnáziu v Hranicích a později znovu ve Vídni. Takto se živil až do roku 1919. Přesto souběžně vědecky pracoval ve Fyziologickém ústavu Lékařské fakulty Vídeňské univerzity pod vedením prof. Exnera.
Ačkoli trvale působil ve Vídni, nikdy neztratil kontakt se Slovinskem, podílel se na vzniku slovinských vědeckých i kulturních institucí.
V závěru života trpěl psychickou chorobou.

## Dílo
Regen proslul především svými průkopnickými experimenty se cvrčky (Liogryllus campestris). Již před ním řada biologů vyslovila tezi, že cvrččí cvrlikání má charakter sexuálního vábení, nicméně Regen to prokázal experimentálně. V nejkomplikovanějším z experimentů Regen použil 1600 sexuálně receptivních cvrččích samic, které rozmístil volně do uzavřeného prostoru, v jehož středu byla klec s cvrlikajícími samci. Aby získal údaje u pohybu samic, umístil těsně kolem klece sérii lepicích pastí. Výsledky byly statisticky významné. Normální samice (ty s neporušenými bubínkový orgány) se dostaly až těsně ke kleci zdaleka nejčastěji. Odstranění jedné přední nohy a jejího bubínkového orgánu způsobilo, že se samice vydaly ke kleci méně často. Když byly samicím odstraněny oba bubínkové orgány, výkon samic odpovídal náhodě. Stejně tomu bylo v těch případech, kdy se použitým samcům nepodařilo cvrlikat. Podobné údaje Regen získal, když upravil zvuk samčích stridulátorů (varhan).
Důležité byly i jeho experimenty se sarančaty (Tettigoniidae) z roku 1926, kdy se Regen pokusil zaznamenat reakce u sarančat za pomoci uměle vyvolaných zvuků. Nikdy se mu nepodařilo přesně určit, co rozhoduje o tom, že saranče na některé zvuky reaguje, ale reakce jasně prokázal. Nejpravděpodobnější se jevilo, že o úspěchu rozhoduje rytmus a načasování signálů. Ukázalo se také, že sarančata jsou nejvíce citlivá na zvuky velmi vysokých frekvencí, které jsou za hranicí lidského sluchu. Nástroje, které měl Regen v té době k dispozici, však neumožňovaly přesné měření prahů intenzity (tedy nejnižších bodů, ve kterých konkrétní podnět způsobí reakci v organismu). Další výzkum musel počkat až na zavedení elektrofyziologických metod a širší využití elektroniky.